# Plott Hound
Il Plott Hound è una razza canina non riconosciuta dalla FCI. I cani appartenenti a questa razza sono segugi dalla eccezionale resistenza fisica, ed una delle poche razze utilizzate per la caccia all'orso, di cui sono gli specialisti. Vengono anche impiegati per la caccia al cinghiale. Il Plott Hound è stato dichiarato il cane ufficiale dello Stato della Carolina del Nord. Tra i segugi americani sono l'unica razza che non è stata derivata da Foxhound importati dall'Inghilterra. Sono cani da lavoro e da caccia, molto rustici, ma molto affidabili. L'altezza varia dai 51 ai 61 centimetri ed il peso dai 20 ai 25 kg.